# 辻太郎
辻 太郎（つじ たろう、1869年8月2日〈明治2年6月25日〉- 1944年〈昭和19年〉1月22日）は、日本の鉄道技術者、政治家、華族。貴族院男爵議員。

## 経歴
東京府出身。文部官僚・辻新次の長男として生まれる。工部大学校を経て、1886年（明治19年）、アメリカ合衆国に留学し、1890年（明治23年）、ローズ工科大学を卒業。1893年（明治26年）以降、逓信省鉄道技師、鉄道技師、逓信技師、鉄道院技師、臨時鉄道国有準備局技師、鉄道会議臨時議員、伊那電車軌道取締役、日本化学製油社長などを務めた。
父・新次の死去に伴い、1915年（大正4年）12月24日、家督を相続し男爵を襲爵した。
1918年（大正7年）3月16日、補欠選挙で貴族院男爵議員に選出され、公正会に属して死去するまで在任した。

## 親族
- 養子：辻周夫（男爵・青木梅三郎五男）[1]